# Bradford Siding
Bradford Siding è un insediamento nella contea di Inyo in California. Si trovava sulla linea ferroviaria chiamata Tonopah e Tidewater nel punto in cui la linea che porta a Ash Meadows si dirama dalla linea principale a 6 miglia nord nordest della Valle della Morte. Il nome deriva da Johnnie Bradford.